# Joseph Tournois
Joseph Tournois né à Chazeuil (Côte-d'Or) le 18 mai 1830 et mort à Paris le 2 septembre 1891 est un sculpteur français.

## Biographie
Élève de François Jouffroy et François Rude, Joseph Tournois est lauréat du premier grand prix de Rome de sculpture en 1857.
Le musée des Beaux-Arts de Dijon conserve un Portrait de l'artiste (1880, huile sur toile, 55 × 44 cm), réalisé par Charles Sellier.
Nommé chevalier de la Légion d'honneur en 1878, il est probable qu'il n'ait pas été décoré.
Une rue de Dijon est nommée à sa mémoire.

## Œuvres dans les collections publiques
- Dijon, musée des Beaux-Arts : Persée, 1875, bronze.
- Orléans, musée des Beaux-Arts : Le Joueur de palet, 1870, bronze.
- Paris :
  - École nationale supérieure des beaux-arts : Ulysse blessé à la chasse par un sanglier, plâtre, prix de Rome en 1857[4].
  - hôtel de ville : Armand-Gaston Camus, buste[5].
  - jardin du Luxembourg :
    - façade de l'orangerie : François Rude, 1888, buste en pierre ;
    - Bacchus inventant la comédie, bronze[6].

  - musée d'Orsay, Persée, statue en marbre, œuvre perdue[7].
  - opéra Garnier, grand foyer : La Philosophie, 1875.
- Rouen, musée des Beaux-Arts : Michel Anguier, statue en pierre.

Œuvres de Joseph Tournois
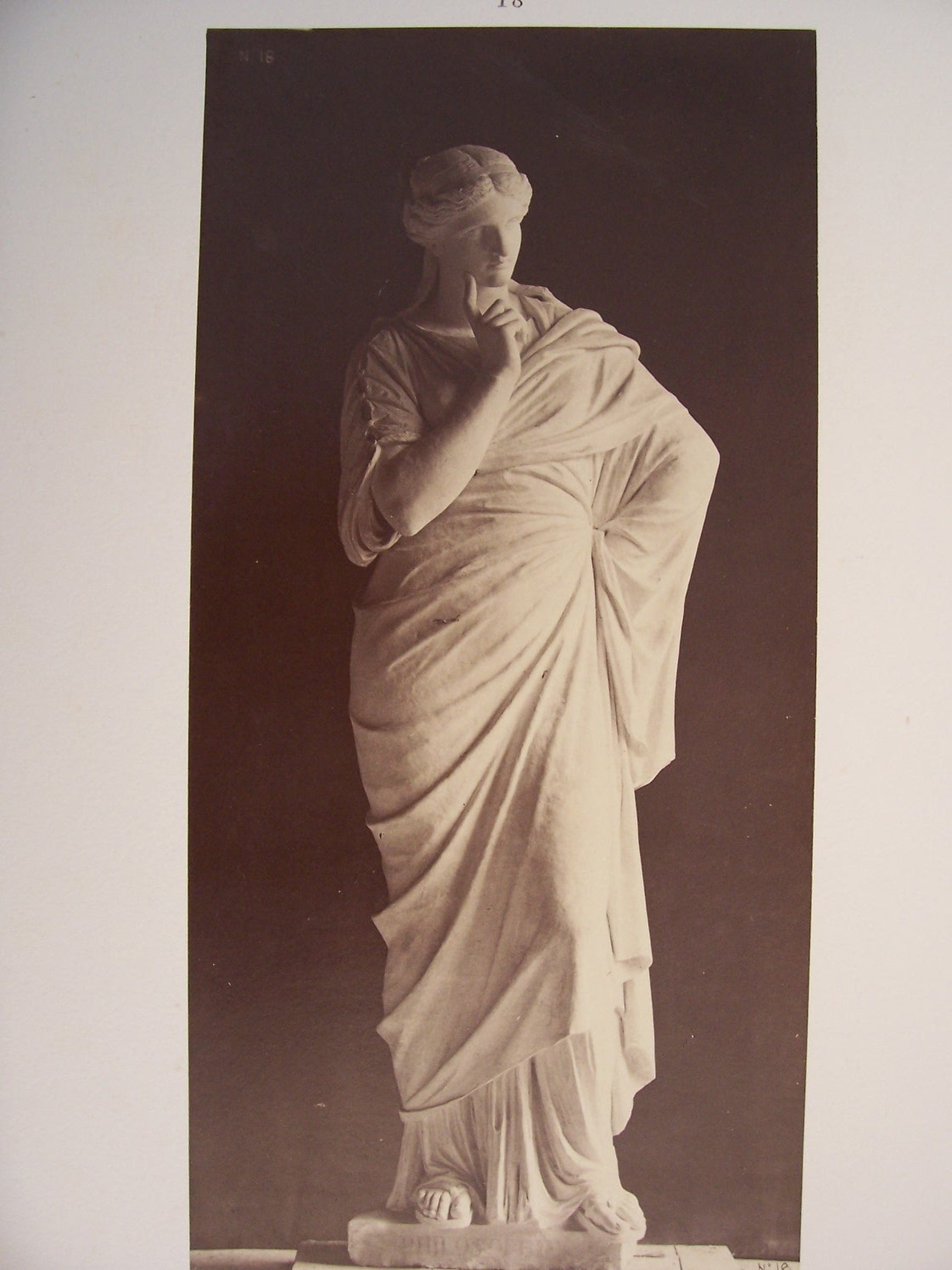
La Philosophie (1875), grand foyer de l'Opéra de Paris.
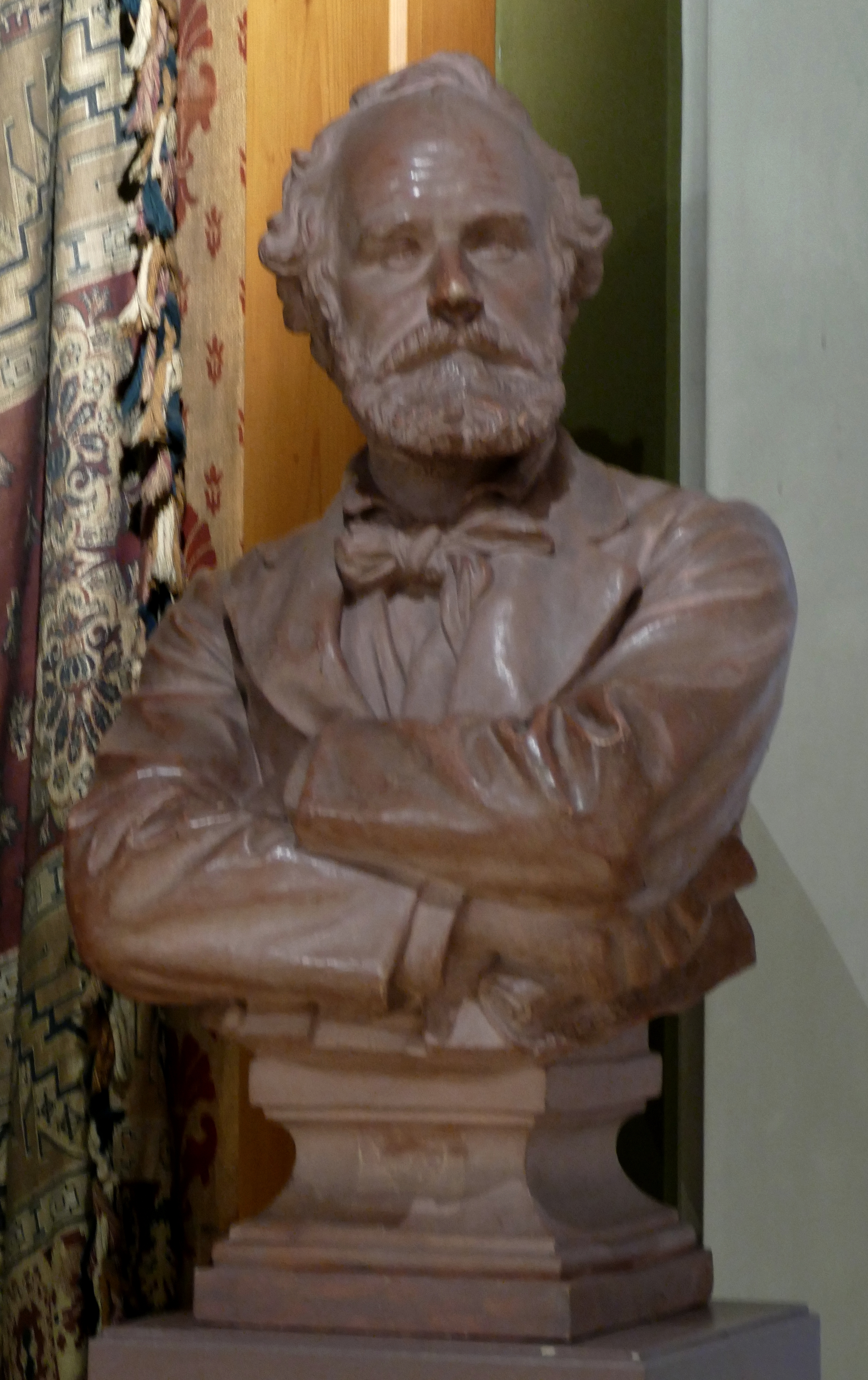
Buste de Jules Janssen, plâtre patiné, Chamonix, Musée alpin.
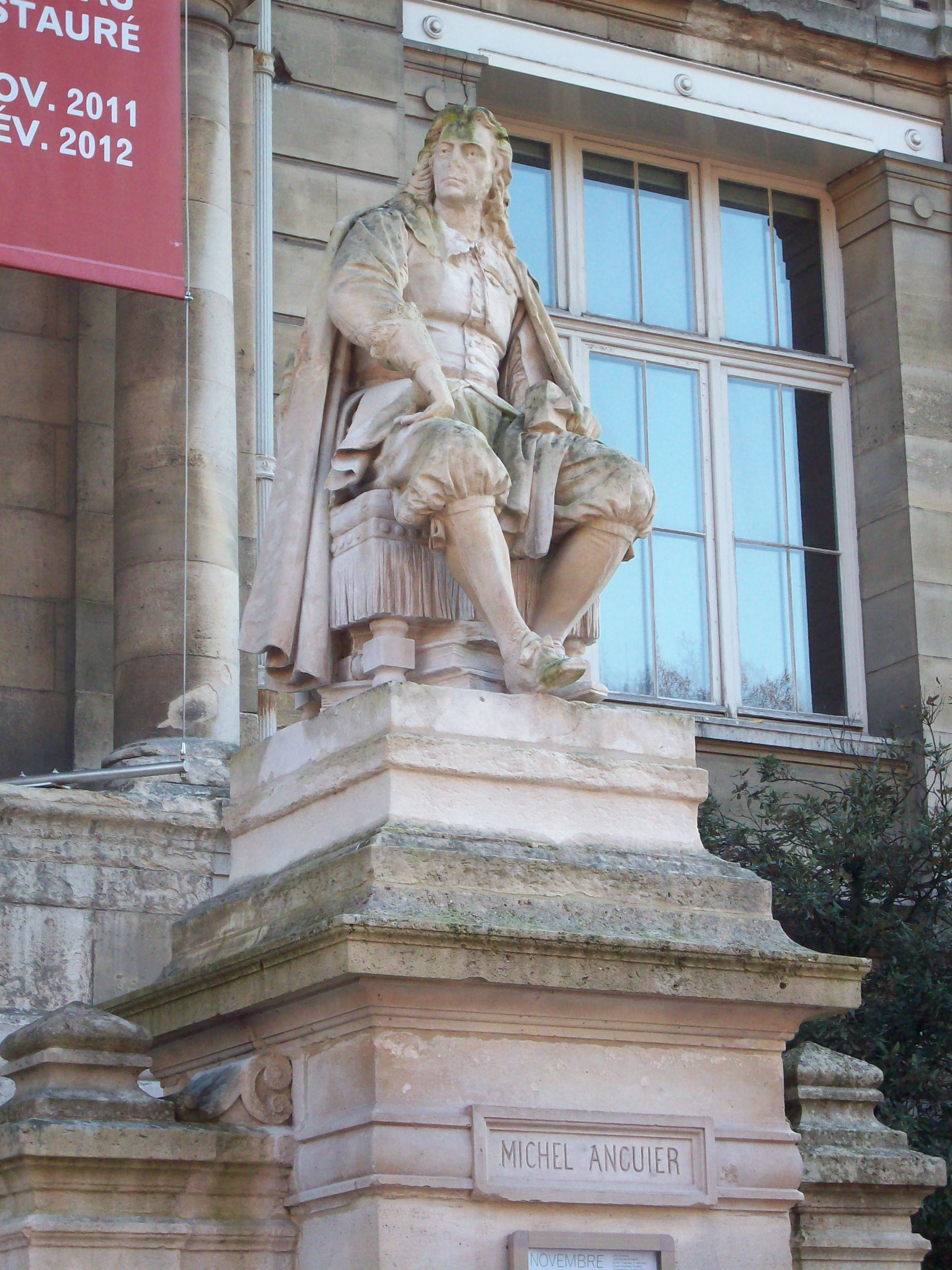
Michel Anguier, musée des Beaux-Arts de Rouen.